# بیور (مینه‌سوتا)
بیور (به انگلیسی: Beaver) یک منطقهٔ مسکونی در ایالات متحده آمریکا است که در شهرک وایت‌واتر واقع شده‌است. بیور ۲۱۶٫۱۱ متر بالاتر از سطح دریا واقع شده‌است.